# Snoras

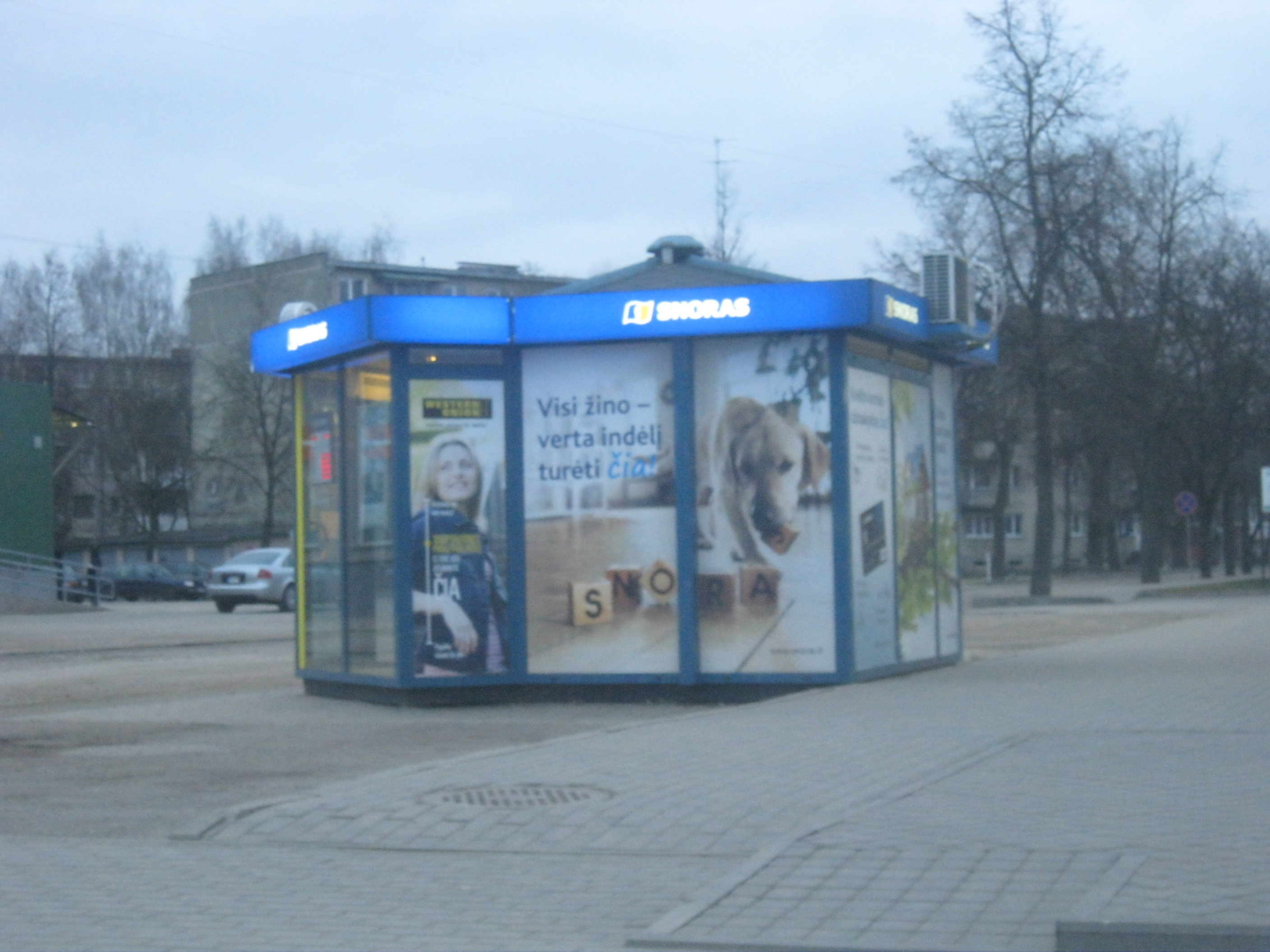
Snoras-Kiosk

Snoras war das drittgrößte (2011) Finanzinstitut Litauens. Es wurde 1992 errichtet. 2007 beschäftigte die Bank 2100 Mitarbeiter. 2011 wurde es  vom Staat übernommen und aufgeteilt. Snoras zählte zu den ersten neu (1992) gegründeten Banken nach der Wiedererlangung der litauischen Unabhängigkeit von der Sowjetunion. 2006 wurde Snoras von der "Financial Times"-Fachzeitschrift "The Banker" zur "besten Bank Litauens" erklärt. Snoras brachte Hypothekarkredite für Private in Estland und Lettland erstmals auf den Markt. Die Haupteigentümer waren der Russe Wladimir Alexandrowitsch Antonow und der Litauer Raimondas Baranauskas.

## Notverstaatlichung
Laut Bankeninspektion der Lietuvos Bankas seien Informationen zu Tage getreten, die auf "mögliche kriminelle Aktivitäten in Bezug auf die Vermögenswerte der Bank" schließen ließen. Die Bank wurde nach der Sicherung der Vermögenswerte restrukturiert. Man wollte eine Bad Bank und ein "gesundes", neues Finanzinstitut gründen. Die Regierung beauftragte ein US-Finanzrestrukturierungsunternehmen mit der vorübergehenden Führung der Bankgeschäfte.